# Focke-Wulf Fw 58
Focke-Wulf Fw 58 Weihe (pol. Kania) – niemiecki wielozadaniowy samolot z okresu II wojny światowej.

## Historia

Silnik Argus As-10 eksponowany w MLP w Krakowie

Na początku lat trzydziestych XX wieku w niemieckiej wytwórni Focke-Wulf rozpoczęto pracę konstrukcyjne nad samolotem wielozadaniowym, który miał się stać odpowiednikiem brytyjskich samolotów Avro Anson i Airspeed Oxford.
W 1935 roku zbudowano pierwszy prototyp tego samolotu, który oznaczono jako Focke Wulf Fw 58 Weihe. Prototyp ten był zbudowany jako samolot pasażerski z dwuosobową załogą i zabierający 6 pasażerów. Samolotem tym zainteresowało się dowództwo Luftwaffe, które zamówiło jego wersję wojskową. Miał to być lekki samolot bombowy.
Równocześnie rozpoczęto produkcję seryjną. Samolot ten po uzbrojeniu w karabiny maszynowe wszedł na uzbrojenie Luftwaffe. Z uwagi na niewielki udźwig bomb, zaniechano jego dalszego rozwoju jako samolotu bombowego.
W trakcie produkcji seryjnej samolot ten był modyfikowany do różnych zadań. Powstały wersje różniące się wyposażeniem i uzbrojeniem: samolotu kurierskiego, do transportu pilnych przesyłek, treningowego (do szkolenia pilotów i nawigatorów samolotów bombowych), samolotu sanitarnego.
Łącznie w latach 1935 - 1943 wyprodukowano 1668 samolotów tego typu w różnych wersjach
Wersje samolotu Focke-Wulf Fw 58
- Fw 58B-1 – samolot pasażerski, 6-miejscowy, lekki samolot transportowy (używany także jako treningowy
- Fw 58B-2 – lekki samolot bombowy, uzbrojony w 3 karabiny maszynowe karabinów maszynowych MG 15 (jeden w oszklonym nosie kadłuba, dwa w wieżyczce grzbietowej), 250 kg bomb
- Fw 58C – lekki samolot transportowy z dodatkowymi drzwiami po prawej stronie kadłuba
- Fw 58Ki-2 – 6-miejscowy samolot pasażerski z podwyższonym kadłubem
- Fw 58S – samolot sanitarny dla przewozu rannych
- Fw 58BW – wodnosamolot

## Służba w lotnictwie

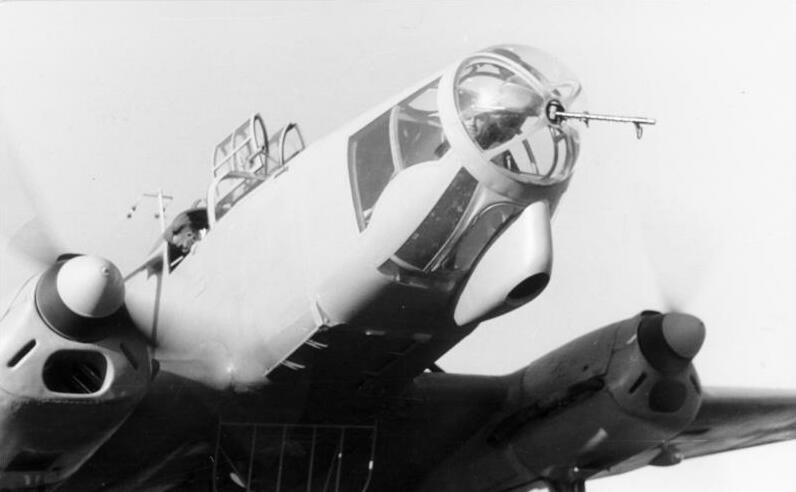
FW 58, styczeń 1942 r.

Samoloty Fw 58 zostały wprowadzone do Luftwaffe w 1937 roku jako samoloty kurierskie i łącznikowe i były używane w lotnictwie do końca II wojny światowej.
Były również użytkowane przez lotnictwo państw – sojuszników Niemiec: Rumunii, Węgier, Bułgarii, Chorwacji. Zostały również sprzedane do Turcji, Holandii i Szwecji. 25 sztuk wyprodukowano na licencji w Brazylii.
Samolot tego typu użytkowany był również w lotnictwie czechosłowackim pod oznaczeniem D-58.
Jeden taki samolot w wersji Fw 58C po II wojnie światowej znalazł się również w 9 Samodzielnej Eskadrze Łącznikowej Korpusu Bezpieczeństwa Wewnętrznego, gdzie był użytkowany do 1954 roku, a następnie został przekazany do lotnictwa sanitarnego gdzie użytkowano go do 1959 roku.

## Opis konstrukcji
Fw 58 Weihe to dwusilnikowy samolot o konstrukcji mieszanej. Podwozie główne – chowane w locie. Kabiny zakryte. Napęd – dwa silniki rzędowe